# (1266) Tone
(1266) Tone ist ein Asteroid des Hauptgürtels, der am 23. Januar 1927 vom japanischen Astronomen Okuro Oikawa in Tokio entdeckt wurde. 
Benannt ist der Asteroid nach dem Tonegawa, dem zweitlängsten Fluss Japans.